# جدایی بدون طلاق
جدایی قانونی یا جدایی بدون طلاق (همچنین با عنوان جدایی قضایی یا جدا ماندن) (به انگلیسی: Legal separation) فرآیندی قانونی ست که یک زوج می‌توانند در واقع به طور رسمی و با دستور دادگاه جدایی زناشویی شوند در حالی که همچنان متاهل هستند. جدایی قانونی به دستور دادگاه انجام می‌شود.
همچنین در مواردی که فرزندان مطرح هستند، دستور جدایی قانونی توسط دادگاه اغلب به منظور رسیدگی‌های موقتی، حضانت و حمایت مالی فرزندان صادر می‌شود. از این رو، بخشی از حکم جدایی قانونی به حضانت فرزند می پردازد. برخی زوج‌ها به دلیل مخالفت دینی یا اخلاقی با طلاق، جدایی قانونی را راه حلی جایگزین برای طلاق در نظر می‌گیرند.
جدایی قانونی از نظر قانونی به طور خودکار به طلاق نمی‌انجامد. زوج ممکن است آشتی کنند، از این رو در جدایی قانونی هر چند حکم آن قانونی ست و از آن حمایت می‌شود، اما اگر زوج آشتی کنند نیاز به انجام هیچ فرآیند قانونی برای ادامه زندگی‌شان ندارند. اگر آشتی نکنند، برای طلاق باید صراحتا درخواست طلاق دهند.